# Phyllophaga georgiana
Phyllophaga georgiana är en skalbaggsart som beskrevs av Horn 1885. Phyllophaga georgiana ingår i släktet Phyllophaga och familjen Melolonthidae. Inga underarter finns listade i Catalogue of Life.